# Riantec
Riantec (bret. Rianteg) – miejscowość i gmina we Francji, w regionie Bretania, w departamencie Morbihan.
Według danych na rok 1990 gminę zamieszkiwało 4846 osób, a gęstość zaludnienia wynosiła 345 osób/km² (wśród 1269 gmin Bretanii Riantec plasuje się na 88. miejscu pod względem liczby ludności, natomiast pod względem powierzchni na miejscu 701.).